# Brzozie (powiat tucholski)
Brzozie (niem. Brohse) – wieś borowiacka w Polsce położona w województwie kujawsko-pomorskim, w powiecie tucholskim, w gminie Cekcyn.
W latach 1975–1998 miejscowość należała administracyjnie do województwa bydgoskiego. Według Narodowego Spisu Powszechnego (III 2011 r.) liczyła 202 mieszkańców. Jest jedenastą co do wielkości miejscowością gminy Cekcyn.